# Вижай (Александровский муниципальный округ)
Вижай — деревня в Пермском крае России. Входит в Александровский муниципальный округ.

## География
Деревня находится в восточной части края, в пределах западных предгорий Среднего Урала, в таёжной зоне, на правом берегу реки Яйвы, на расстоянии приблизительно 28 километров (по прямой) к северо-западу от города Александровска. Абсолютная высота — 136 метров над уровнем моря.
Климат
Климат характеризуется как умеренно континентальный, с морозной зимой и умеренно тёплым дождливым летом. Средняя многолетняя температура самого холодного месяца (января) составляет −16,5°С, температура самого тёплого (июля) — +16,5°С. Среднегодовое количество осадков — 600—800 мм.

## История
С 2004 до 2019 гг. входила в Яйвинское городское поселение Александровского муниципального района.

## Население
| 2010 |
| ---- |
| 0    |